# José Antonio Torres Solís
José Antonio Torres Solís (Guapi, 31 de diciembre de 1939-Cali, 16 de mayo de 2018) fue un músico y docente colombiano de música del pacífico.

## Biografía
José Antonio Torres nació en Guapi. Desde temprana edad consagró su vida a la interpretación de instrumentos típicos de la región del litoral pacífico. Uno de los mayores conocedores y uno de los mejores intérpretes de la marimba de chonta o piano de la Selva. Su agrupación, Gualajo, ha viajado a varias ciudades de Francia, Suiza y Alemania. Así mismo, en 1983 representó a Colombia en el Festival Le Vigne y en el año 2008 en el Festival del Imaginario en París.
En 1998, creó en Cali el Grupo Gualajo, debido a su excelente nivel musical, es considerado uno de los principales representantes de la tradición musical  del Pacífico Sur Colombiano, portador de un gran legado cultural y con la tarea de ser guardián de la preservación de la gran variedad de ritmos ancestrales afrodescendiente entre otros, el currulao corona, torbellino, pango, patacoré, bunde, aguabajo, abosao, juga y ronda. En 2013, fue merecedor del Premio Vida y Obra del Ministerio de Cultura, dignidad que también ha recaído en músicos como Juan ‘Chuchita’ Fernández, Totó la Momposina, Magín Díaz y Blas Emilio Atehortúa. El 16 de mayo de 2018 falleció en Cali, tras de sufrir complicaciones a sus 78 años.